# XVIII edició de la Mostra de València
La XVIII edició de la Mostra de València, coneguda oficialment com a XVIII Mostra de València - Cinema del Mediterrani, va tenir lloc entre el 15 i el 23 d'octubre de 1997 a València. Les projeccions es van fer a les sis sales dels Cines Martí de València. Es van projectar un total de 106 pel·lícules, de les que 23 (el 22 %) no són de països mediterranis: 15 a la secció oficial, 14 a la secció informativa, 7 a la secció especial, 19 de l'homenatge a Pier Paolo Passolini, 8 de l'homenatge a Georges Franju, 8 del Cicle Iberoamericà, 12 del "Cicle Cinema de Tunísia", 9 de l'homenatge a Ángela Molina, 6 del Cicle Pulp Movies i 9 de l'homenatge a Vicente Parra. El cartell d'aquesta edició seria fet per Justo Rodríguez.
La gala d'inauguració fou presentada per Ximo Rovira i Coca i Anabel Alonso, i hi va acudir Richard Chamberlain; Ornella Muti va excusar la seva assistència. Es va projectar en primícia Comme des rois de François Velle i hi van assistir els protagonistes Stéphane Freiss i Maruschka Detmers.
La gala de clausura fou presentada per Esther Arroyo i Manuel Bandera, hi va assistir Michael York i Jacqueline Bisset i es va projectar Al-massir de Youssef Chahine.

## VI Congrés Internacional de Música al Cinema
Alhora s'hi va celebrar el VI Congrés Internacional de Música la Cinema, en el que es volia reconèixer el paper de la música al cinema. Fou nomenat presidenta d'honor la política valenciana María José Alcón Miquel i president honorífic Maurice Jarre, i es va retre homenatge a Piero Piccioni. El concert inaugural interpretat per l'Orquestra de València al Palau de la Música de València fou dirigit per Maurice Jarre. Hi participarien, a més, Ángel Illarramendi Larrañaga, Béatrice Thiriet, Bernardo Bonezzi, Erich Wolfgang Korngold, Eva Gancedo, Francisco Ibáñez Irribarria, Laurent Jullier, Luis Ivars, Manuel Balboa Rodríguez, Mario de Benito, Raymond Alessandrini i Sergio Miceli.

## Pel·lícules exhibides

### Secció oficial
- L'Arche du désert de Mohamed Chouikh
- Outsider d'Andrej Košak
- Hazlo por mí d'Ángel Fernández Santos
- La Vie de Jésus de Bruno Dumont
- L'Autre Côté de la mer de Dominique Cabrera
- Kavafis de Yannis Smaragdis
- Apóntes de Nikos Grammatikós
- Nekema Yehudit d'Aleksandr Xabatàiev
- Hamam de Ferzan Özpetek
- Marianna Ucrìa de Roberto Faenza
- Les Infidéles de Randa Chahal Sabbagh
- Lalla Hobby de Mohamed Abderrahman Tazi
- Bent Familia de Nouri Bouzid
- Eşkıya de Yavuz Turgul

### Secció informativa
- Comme des rois de François Velle
- Quadrille de Valérie Lemercier
- Dans les fils d'argent de tes robes d'Amalia Escriva
- Le mani forti de Franco Bernini
- Testimone a rischio de Pasquale Pozzessere
- Luna e l'altra de Maurizio Nichetti

### Secció especial
- El sueño de Cristo d'Ángel García del Val
- Roy Embrum d'Alfredo Contreras
- Bomba de relojería de Ramón Grau
- Al-massir de Youssef Chahine

### Homenatges
A Pier Paolo Passolini
- 1961: Accattone
- 1962: Mamma Roma
- 1963: Rogopag (fragment La ricotta)
- 1963: La rabbia
- 1964: Le mura di Sana'a
- 1964: L'evangeli segons sant Mateu
- 1965: Sopralluoghi in Palestina per il vangelo secondo Matteo
- 1965: Comizi d'amore
- 1966: Ocellots i ocellets
- 1967: Les bruixes (fragment La Terra vista dalla Luna)
- 1967: Èdip Rei
- 1968: Capriccio all'italiana (fragment Che cosa sono le nuvole?)
- 1968: Teorema
- 1969: Appunti per un film sull'India
- 1969: Amore e rabbia (fragment La sequenza del fiore di carta)
- 1969: Porcile
- 1969: Medea
- 1970: Apunts per a una Orestíada africana
- 1971: El Decameró
- 1972: Els contes de Canterbury
- 1974: Les mil i una nits
- 1975: Salò o le 120 giornate di Sodoma

A Georges Franju
- 1958: La Tête contre les murs
- 1959: Les yeux sans visage
- 1961: Pleins feux sur l'assassin
- 1962: Thérèse Desqueyroux
- 1963: Judex
- 1965: Thomas l'imposteur
- 1970: La falta de mossèn Mouret
- 1974: Nuits rouges

A Ángela Molina
- 1979: El corazón del bosque de Manuel Gutiérrez Aragón
- 1977: Cet obscur objet du désir de Luis Buñuel

A Vicente Parra
- 1956: Fedra de Manuel Mur Oti
- 1959: ¿Dónde vas, Alfonso XII? de Luis César Amadori
- 1996: Tranvía a la Malvarrosa de José Luis García Sánchez

### Cicles
Cinema de Tunísia
- 1924: Zohra d'Albert Samama-Chikli
- 1976: Les Ambassadeurs de Naceur Ktari
- 1994: Les Silences du palais de Moufida Tlatli

Cicle Pulp Movies
- 1997: Aberration de Tim Boxell
- 1997: Tensió a l'autovia de Matthew Bright
- 1997: Eko Eko Azarak: Wizard of Darkness de Shimako Satō

## Jurat
Fou nomenada president del jurat el director de cinema francès Yves Boisset i la resta del tribunal va estar format pel director tunisià Hassen Daldoul, l'actor valencià Antonio Ferrandis, el guionista grec Kostas Vrettakos, el director bosnià Nenad Dizdarević i la italiana Laiana Forte.

## Premis
- Palmera d'Or (2.000.000 pessetes): La Vie de Jésus de Bruno Dumont [7][8]
- Palmera de Plata (800.000 pessetes): Bent Familia de Nouri Bouzid
- Palmera de Bronze (500.000 pessetes): Outsider de Andrej Košak
- Premi Pierre Kast al millor guió: Dominique Cabrera per L'Autre Côté de la mer
- Menció a la millor interpretació femenina: Cayetana Guillén Cuervo per Hazlo por mí d'Ángel Fernández Santos
- Menció a la millor interpretació masculina: Şener Şen per Eşkıya de Yavuz Turgul
- Menció a la millor banda sonora: Vangelis per Kavafis de Yannis Smaragdis
- Menció a la millor fotografia: Mustafa Ben Mihoub per L'Arche du désert de Mohamed Chouikh
- Premi del Públic: Hamam de Ferzan Özpetek